# Sounds of the Universe
Sounds of the Universe (с англ. — «Звуки вселенной») — двенадцатый студийный альбом британской группы Depeche Mode, релиз которого состоялся 20 апреля 2009 года в Европе и 21 апреля 2009 года в США и Канаде. В поддержку альбома группа отправилась в концертный тур под названием Tour of the Universe.

## Обзор
О том, что Depeche Mode возвращаются в студию для записи нового альбома стало известно ещё в августе 2007 года, во время раскрутки сольного альбома Hourglass фронтмена группы Дэйва Гаана. В это время Мартин Гор в своей домашней студии в Санта-Барбаре работал над новыми песнями. В мае 2008 года группа приступила к записи своего двенадцатого студийного альбома.
Альбом записан в Санта-Барбаре и Нью-Йорке; как и предыдущая пластинка Playing the Angel (2005), Sounds of the Universe спродюсирован Беном Хиллером. В записи использовано большое количество аналоговых синтезаторов, многие из которых приобретались Мартином Гором на eBay. Некоторые представляют собой настоящие раритеты. Во время студийных сессий группа регулярно публиковала на своём официальном сайте краткие видео-отчёты о проделанной работе, снятые Эндрю Флетчером. Участники группы говорят, что запись альбома была очень продуктивной. В общей сложности было записано более 20 демо-песен, и по словам Depeche Mode было трудно выбрать песни для нового альбома. Композиции «Light», «The Sun and the Moon and the Stars», «Ghost», «Esque» и «Oh Well», которые не попали в основной трек-лист, были включены в специальное издание.
Также как и на предыдущем альбоме Playing the Angel, Дэвид Гаан вместе с Кристианом Айгнером и Эндрю Филлпоттом написал три песни: «Hole to Feed», «Come Back» и «Miles Away/The Truth Is». «Spacewalker» и бонус-трек «Esque» являются инструментальными композициями. Мартин Гор является основным вокалистом в песне «Jezebel» и бонус-треке «The Sun and the Moon and the Stars». Би-сайд «Oh Well» написан Дэйвом Гааном в соавторстве с Мартином Гором.
На пресс-конференции 6 октября 2008 года в Берлине группа анонсировала мировое турне Tour of the Universe, которое охватывало более 50 городов в 23 странах. Концертный тур стартовал 10 мая 2009 года на стадионе Рамат-Ган в Израиле.
Официальное название нового альбома Sounds of the Universe было объявлено 15 января 2009 года на официальном веб-сайте группы. Релиз двенадцатого студийного альбома состоялся 20 апреля 2009 года в Европе и 21 апреля 2009 года в США и Канаде. С альбома были выпущены три сингла: «Wrong», «Peace» и «Fragile Tension / Hole to Feed». Также композиция «Perfect» была выпущена в качестве промосингла в США.

## Концепция альбома
Sounds of the Universe можно рассматривать как концептуальный альбом, как с точки зрения лирики, так и звука. Для записи композиций участники группы использовали аналоговые синтезаторы и раритетные драм-машины, тем самым создав необычное ретро-футуристическое звучание. В отличие от предыдущего альбома Playing the Angel, Sounds of the Universe имеет менее резкий и агрессивный саунд, отдав предпочтение более размеренным и спокойным мелодиям. Благодаря дисгармоничным синтетическим звукам, атональным ритмам и гитарным риффам Depeche Mode удалось создать тоскливое, холодное и космические звучание. В лирике затрагиваются проблемы религии и взаимоотношения людей («Hole to Feed», «Jezebel»), переосмысление жизни («Wrong», «Peace», «Perfect»), а также имеются отсылки к спиритуализму в композициях «Fragile Tension» и «Little Soul». Сами музыканты говорят о своей работе как о «самом эклектичном и энергичном, самом ослепительном и разнообразном альбоме десятилетия».

## Критический приём
| Совокупная оценка    | Совокупная оценка |
| Источник             | Оценка            |
| -------------------- | ----------------- |
| Metacritic           | 70/100            |
| Оценки критиков      |                   |
| Источник             | Оценка            |
| AllMusic             | [ 10 ]            |
| The A.V. Club        | A−                |
| Entertainment Weekly | B+                |
| laut.de              | [ 13 ]            |
| Los Angeles Times    | [ 14 ]            |
| metal.de             | [ 15 ]            |
| New Musical Express  | 7/10              |
| Pitchfork            | 6.3/10            |
| PopMatters           | 5/10              |
| Rolling Stone        | [ 19 ]            |
| Spin                 | 6/10              |
| The Times            | [ 21 ]            |

Sounds of the Universe вызвал неоднозначную реакцию со стороны музыкальных критиков. На сайте Metacritic альбом получил 70 баллов на основе 28 обзоров. Журналист Entertainment Weekly Леа Гринблат заявила, что «Depeche Mode до сих пор звучат вдохновляюще». Сайт AllMusic дал работе 4 звезды из 5 возможных, считая, что «альбом проникает в слушателя по мере прослушивания, достаточно прокрутить его несколько раз — и вы попались. Именно тогда и можно понять, насколько мастерски группа сочетает поп-мелодизм с электронной музыкой, звуковыми экспериментами и неожиданными сочетаниями». Музыкальный журналист Нил Маккормик из The Daily Telegraph присудил альбому 5 звёзд и отметил уникальную звуковую палитру, созданную за счёт сочетания синтезатора, искаженного звука гитары, блюзовой мелодии и перкуссии.
Тем не менее журналист Мелисса Мерц из Rolling Stone раскритиковала звучание альбома, заявив, что «Depeche Mode отправляют нас обратно в восьмидесятые годы». Билл Стюарт из PopMatters оценил Sounds of the Universe в 5 звёзд из 10 возможных, назвав альбом «вялым» и «по-настоящему плохим», а Джон Караманика из The New York Times сказал, что «Depeche Mode начали заниматься самоповтором».
Несмотря на то, что сингл «Wrong» пробыл в британских чартах всего неделю, альбом Sounds of the Universe достиг 2-го места в хит-параде альбомов Великобритании. В США альбом занял 3-е место в Billboard 200 и был продан тиражом 80 000 экземпляров за первую неделю после релиза. Тем не менее Sounds of the Universe провёл только неделю в первой десятке в чартах США и Великобритании (как и предшественник Playing the Angel). Sounds of the Universe так и не получил никакой сертификации от BPI (как и альбом Exciter). Альбому также не удалось добиться сертификации в США, хотя в конечном итоге Sounds of the Universe занял 200-е место в Billboard 200 в конце 2009 года.
Альбом был номинирован на премию «Грэмми» в категории «Лучший альбом альтернативной музыки», но проиграл альбому Wolfgang Amadeus Phoenix группы Phoenix. Обложка альбома заняла 10-е место в десятке лучших обложек 2009 года.

## Список композиций
| №   | Название                                   | Автор(ы)                                   | Длительность |
| --- | ------------------------------------------ | ------------------------------------------ | ------------ |
| 1.  | «In Chains»                                | Мартин Гор                                 | 6:53         |
| 2.  | «Hole to Feed»                             | Дэйв Гаан, Кристиан Айгнер, Эндрю Филлпотт | 3:59         |
| 3.  | «Wrong»                                    | Мартин Гор                                 | 3:13         |
| 4.  | «Fragile Tension»                          | Мартин Гор                                 | 4:09         |
| 5.  | «Little Soul»                              | Мартин Гор                                 | 3:31         |
| 6.  | «In Sympathy»                              | Мартин Гор                                 | 4:54         |
| 7.  | «Peace»                                    | Мартин Гор                                 | 4:29         |
| 8.  | «Come Back»                                | Дэйв Гаан, Кристиан Айгнер, Эндрю Филлпотт | 5:15         |
| 9.  | «Spacewalker»                              | Мартин Гор                                 | 1:53         |
| 10. | «Perfect»                                  | Мартин Гор                                 | 4:33         |
| 11. | «Miles Away/The Truth Is»                  | Дэйв Гаан, Кристиан Айгнер, Эндрю Филлпотт | 4:14         |
| 12. | «Jezebel»                                  | Мартин Гор                                 | 4:41         |
| 13. | «Corrupt» (с 8:17 начинается скрытый трек) | Мартин Гор                                 | 8:59         |

| №   | Название                            | Автор(ы)              | Длительность |
| --- | ----------------------------------- | --------------------- | ------------ |
| 14. | «Oh Well» (Black Light Odyssey Dub) | Мартин Гор, Дэйв Гаан | 5:02         |

## Релиз альбома
Sounds of the Universe был выпущен в пяти различных форматах:
Стандартный компакт-диск
Содержит 13 треков.
Цифровая дистрибуция
iTunes-версия содержит 13 треков и включает в себя два бонус-трека:
- «Oh Well» (Black Light Odyssey Dub) — 5:02
- «Wrong» (Trentemøller Remix Edit)

Виниловая пластинка
Содержит 13 треков на двух пластинках + стандартный CD с альбомом.
Специальное издание (CD+DVD)
Содержит 13 треков, а также бонусный DVD с эксклюзивным материалом:
Видео
- Sounds of the Universe (короткометражный фильм) — 10:05
- Wrong (видеоклип) — 3:16

Аудио
- «Sounds of the Universe» в формате 5.1
- «In Chains» (Minilogue’s Earth Remix)
- «Little Soul» (Thomas Fehlmann Flowing Ambient Mix)
- «Jezebel» (SixToes Remix)

iTunes Pass-версия
Содержит 13 треков, а также:
- «Oh Well» (Black Light Odyssey Dub) — 5:02
- «Wrong» (видеоклип) — 3:23
- «The Sun and the Moon and the Stars» (Electronic Periodic’s Microdrum Mix) — 4:04
- «Miles Away/The Truth Is» (Lagos Boys Choir Remix) — 4:06
- «Wrong» (Thin White Duke Remix) — 7:41
- «Wrong» (Magda’s Scallop Funk Remix) — 6:23
- «Wrong» (D.I.M. vs. Boys Noize Remix) — 5:09
- Sounds of the Universe (короткометражный фильм) — 10:05
- «Wrong» (Trentemøller Remix Edit) — 5:45
- «Jezebel» (SixToes Remix) — 5:32
- «Little Soul» (Thomas Fehlmann Flowing Ambient Mix) — 9:20
- «In Chains» (Minilogue’s Earth Remix) — 7:54
- «Corrupt» (студийная сессия) — 4:54
- «Little Soul» (студийная сессия) — 3:57
- «Little Soul» (Thomas Fehlmann Flowing Funk Dub) — 10:03
- «Peace» (Hervé’s ’Warehouse Frequencies’ Remix) — 5:10
- «Peace» (The Japanese Pop Stars Remix) — 6:41
- «In Sympathy» (Live in Tel Aviv) — 5:18
- «Walking in My Shoes» (Live in Tel Aviv) — 6:24

Специальное бокс-сет-издание

Специальное бокс-сет-издание Sounds of the Universe

Включает в себя три компакт-диска с самим альбомом, бонус-треками и ремиксами в формате 5.1, а также содержит 14 эксклюзивных демозаписей времён альбома Music for the Masses. Также издание содержит DVD с документальным фильмом, видеоклип на песню «Wrong» и видео со студийных сессий, снятое в декабре 2008 года. Бокс-сет также включает 84-страничный буклет в твёрдом переплёте с текстами песен и эксклюзивными фотографиями, сделанными Антоном Корбейном. Кроме того издание содержит 2 эмалированных значка, 5 открыток, запечатанных в коллекционный конверт, плакат и сертификат подлинности.
CD 1 — Sounds of the Universe
Содержит 13 треков.
CD 2 — Бонус-треки и ремиксы
1. «Light» — 4:44
2. «The Sun and the Moon and the Stars» — 4:41
3. «Ghost» — 6:26
4. «Esque» — 2:17
5. «Oh Well» (Мартин Гор, Дэйв Гаан) — 6:02
6. «Corrupt (Efdemin Remix)» — 6:29
7. «In Chains (Minilogue’s Earth Remix)» — 7:54
8. «Little Soul (Thomas Fehlmann Flowing Ambient Mix)» — 9:20
9. «Jezebel (SixToes Remix)» — 5:33
10. «Perfect (Electronic Periodic’s Dark Drone Mix)» — 5:21
11. «Wrong (Caspa Remix)» — 5:04

CD 3 — Демозаписи
1. «Little 15» — 4:16
2. «Clean» — 3:42
3. «Sweetest Perfection» — 3:23
4. «Walking in My Shoes» — 3:22
5. «I Feel You» — 4:03
6. «Judas» — 3:25
7. «Surrender» — 5:00
8. «Only When I Lose Myself» — 5:22
9. «Nothing’s Impossible» — 5:02
10. «Corrupt» — 4:41
11. «Peace» — 4:33
12. «Jezebel» — 4:38
13. «Come Back» — 5:09
14. «In Chains» — 4:33

DVD
- Making the Universe (документальный фильм о процессе создания альбома) — 45:23
- Usual Thing, Try and Get the Question in the Answer (документальный фильм) — 55:12
- Sounds of the Universe (короткометражный фильм) — 10:05
- Wrong (видеоклип) — 3:16
- Студийные сессии:

1. «Corrupt» — 4:08
2. «Little Soul» — 3:52
3. «Stories of Old» — 3:24
4. «Come Back» — 6:05

Упаковка
- Двухсекционная коробка
- 84-страничный буклет
- 2 эмалированных значка
- Плакат
- 5 открыток в коллекционном конверте
- Сертификат подлинности

## Участники записи
- Depeche Mode:
  - Дэвид Гаан — основной вокал, слова, вокодер (в «Jezebel», «Oh Well» и «Light»), гитара (в «Light»), музыка/слова (2, 8, 11)
  - Мартин Гор — гитара, клавишные, бэк-вокал, основной вокал в «Jezebel» и «The Sun and the Moon and the Stars», музыка/слова
  - Эндрю Флетчер — клавишные, бас-гитара
- Приглашённые музыканты:
  - Бен Хиллер — продюсер, сведение, инженер
  - Кристиан Айгнер — программирование, ударные в «Hole to Feed» и «Fragile Tension», музыка/слова
  - Тони Хоффер — сведение
  - Ферг Петеркин — инженер
  - Эндрю Филлпотт — программирование, музыка/слова
  - Люк Смит — клавишные, программирование

## Чарты
| Чарт (2009)                      | Позиция |
| -------------------------------- | ------- |
| Австрия                          | 32      |
| Бельгия (Flanders)               | 2       |
| Бельгия (Wallonia)               | 2       |
| Канада                           | 3       |
| Чехия                            | 1       |
| Дания                            | 1       |
| Европа (European Top 100 Albums) | 1       |
| Финляндия                        | 1       |
| Франция                          | 2       |
| Германия                         | 1       |
| Греция                           | 1       |
| Венгрия                          | 1       |
| Италия                           | 1       |
| Япония                           | 31      |
| Мексика                          | 1       |
| Новая Зеландия                   | 31      |
| Норвегия                         | 2       |
| Польша                           | 1       |
| Португалия                       | 2       |
| Россия                           | 1       |
| Испания                          | 1       |
| Швеция                           | 1       |
| Швейцария                        | 1       |
| Великобритания                   | 2       |
| США (Billboard 200)              | 3       |
| США (Dance/Electronic Albums)    | 1       |
| США (Top Rock Albums)            | 1       |
| США (Top Alternative Albums)     | 1       |

| Чарт (2009)                 | Позиция |
| --------------------------- | ------- |
| Австрия                     | 53      |
| Бельгия (Flanders)          | 49      |
| Бельгия (Wallonia)          | 9       |
| Дания                       | 34      |
| Европа (Top 100 Albums)     | 20      |
| Франция                     | 37      |
| Германия                    | 5       |
| Венгрия                     | 16      |
| Италия                      | 25      |
| Мексика                     | 65      |
| Польша                      | 14      |
| Швеция                      | 63      |
| Швейцария                   | 23      |
| США (Billboard 200)         | 200     |
| США (Top Electronic Albums) | 5       |

### Сертификации
| Регион | Сертификация | Продажи   |
| --- | ------------ | --------- |
| Австрия (IFPI Austria)                                                                                                   | Золотой      | 10 000*   |
| Бельгия (BEA) | Платиновый   | 30 000*   |
| Дания (IFPI Danmark) | Золотой      | 15 000^   |
| Франция (SNEP) | Платиновый   | 100 000*  |
| Германия (BVMI) | 3× Золотой   | 300 000^  |
| Венгрия (Mahasz) | Золотой      | 3000^     |
| Италия (FIMI) | Платиновый   | 70 000*   |
| Мексика (AMPROFON) | Золотой      | 40 000^   |
| Россия (NFPF) | Платиновый   | 20 000*   |
| Швеция (GLF) | Золотой      | 20 000^   |
| Швейцария (IFPI Switzerland)                                                                                             | Платиновый   | 30 000^   |
| Великобритания (BPI) | Серебряный   | 60 000^   |
| Итого |              |           |
| Мир | —            | 1,100,000 |
| * Данные о продажах приведены только на основе сертификации. ^ Данные о тиражах приведены только на основе сертификации. |              |           |

## Дополнительные факты
- 60 минут 51 секунда — рекордная продолжительность альбома для Depeche Mode. До этого самым продолжительным альбомом группы был Ultra, который длился 60 минут 4 секунды.